# Oleksandr Zubkov
Oleksandr Zubkov (Makiivka, 3 de agosto de 1996) es un futbolista ucraniano que juega de centrocampista en el Trabzonspor de la Superliga de Turquía.

## Selección nacional
Fue internacional con la selección sub-18, sub-19, sub-20 y sub-21 de Ucrania. El 7 de octubre de 2020 debutó con la absoluta en un amistoso ante Francia que perdieron por 7-1.

### Participaciones en Eurocopas
| Copa          | Sede     | Resultado        | Partidos | Goles |
| ------------- | -------- | ---------------- | -------- | ----- |
| Eurocopa 2020 | Europa   | Cuartos de final | 1        | 0     |
| Eurocopa 2024 | Alemania | Primera fase     | 1        | 0     |

## Clubes
| Club                       | País    | Año       |
| -------------------------- | ------- | --------- |
| F. K. Shakhtar Donetsk     | Ucrania | 2014-2020 |
| F. C. Mariupol (cedido)    | Ucrania | 2018-2019 |
| Ferencváros T. C. (cedido) | Hungría | 2019-2020 |
| Ferencváros T. C.          | Hungría | 2020-2022 |
| F. K. Shakhtar Donetsk     | Ucrania | 2022-2025 |
| Trabzonspor                | Turquía | 2025-     |

## Palmarés

### Títulos nacionales
| Título                  | Club                   | País    | Año  |
| ----------------------- | ---------------------- | ------- | ---- |
| Liga Premier de Ucrania | F. K. Shakhtar Donetsk | Ucrania | 2017 |
| Copa de Ucrania         | F. K. Shakhtar Donetsk | Ucrania | 2017 |
| Supercopa de Ucrania    | F. K. Shakhtar Donetsk | Ucrania | 2017 |
| Copa de Ucrania         | F. K. Shakhtar Donetsk | Ucrania | 2018 |
| Liga Premier de Ucrania | F. K. Shakhtar Donetsk | Ucrania | 2018 |
| Nemzeti Bajnokság I     | Ferencváros T. C.      | Hungría | 2020 |
| Nemzeti Bajnokság I     | Ferencváros T. C.      | Hungría | 2021 |
| Nemzeti Bajnokság I     | Ferencváros T. C.      | Hungría | 2022 |
| Copa de Hungría         | Ferencváros T. C.      | Hungría | 2022 |
| Liga Premier de Ucrania | F. K. Shakhtar Donetsk | Ucrania | 2023 |
| Liga Premier de Ucrania | F. K. Shakhtar Donetsk | Ucrania | 2024 |
| Copa de Ucrania         | F. K. Shakhtar Donetsk | Ucrania | 2024 |